# Bromur d'etidi
El bromur d'etidi (EtBr) és un agent intercalant usat comunament com a marcador d'àcids nucleics en laboratoris de biologia molecular per a processos com l'electroforesi en gel d'agarosa. Quan aquesta substància s'exposa a llum ultraviolada, emet llum taronja (en la longitud d'ona 605nm), intensificada aproximadament 20 vegades si es troba intercalat amb ADN. El fet que el bromur d'etidi s'intercali al material genètic pot causar efectes mutagènics (depenent de l'organisme i el tipus d'exposició), motiu pel qual es troba classificat com a substància potencialment cancerígena i teratogènica. Actualment existeixen compostos comercials anàlegs a les propietats que presenta el bromur d'etidi sene presentar riscos per efecte mutagènic, com el SYBR Safe™ (Invitrogen®).

## Estructura química i fluorescència

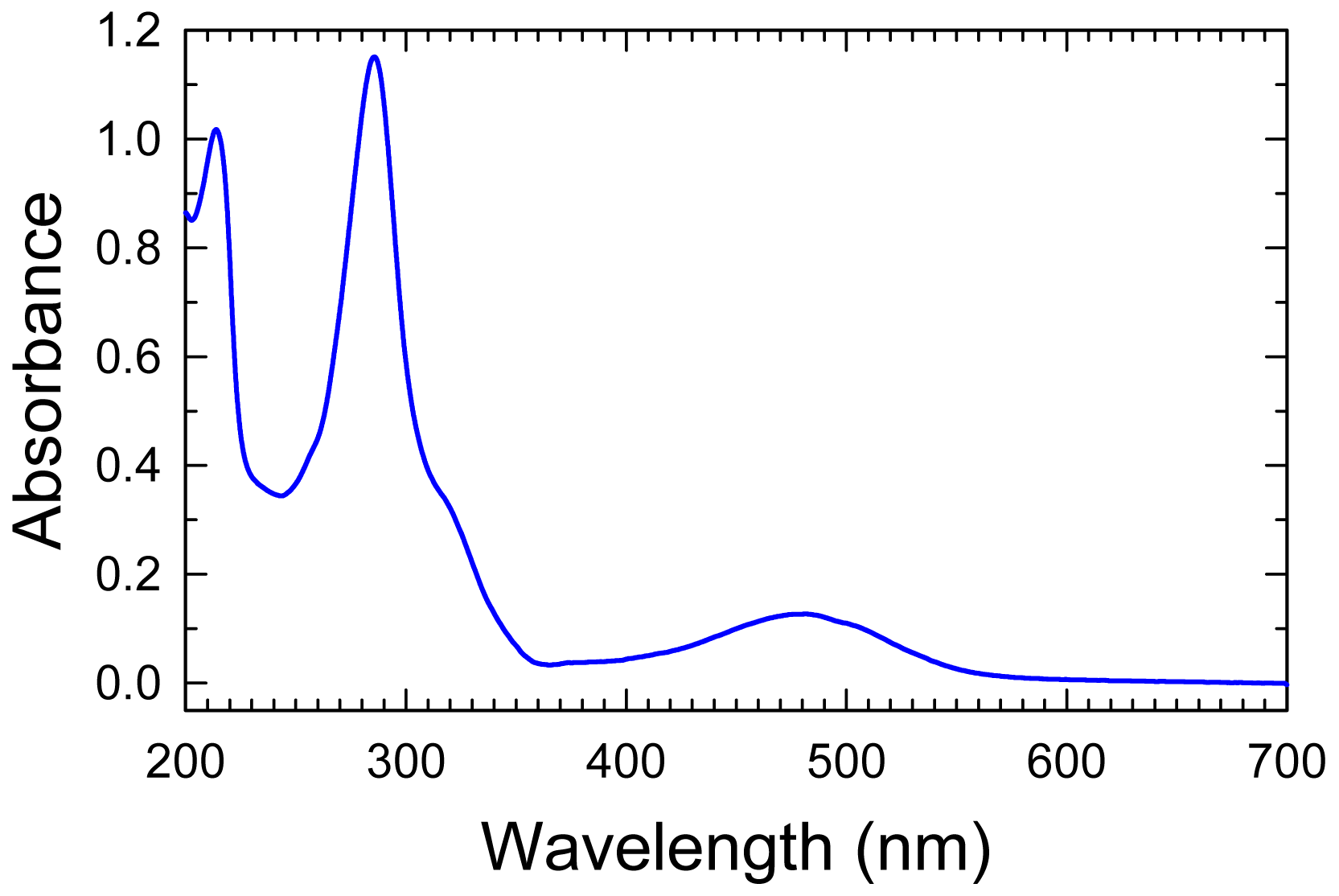
Espectre d'absorció del bromur d'etidi

El bromur d'etidi té una referència CAS 1239-45-8, i la seva fórmula és C21H20BrN₃. Com la majoria dels compostos fluorescents, és una substància aromàtica. El nucli de la molècula és una estructura tricíclica (tres heterocicles) amb grups amino-benzè en cada costat d'una molècula piridínica (sis àtoms, contenint nitrogen i un anell aromàtic). Aquesta estructura dibenzopiridínica és coneguda amb el nom de fenantridina.
El broumr d'etidi en solució aqüosa té pics d'absorció màxima a 210 nm i 285 nm, que corresponen a la llum ultraviolada. Com a resultat d'aquesta excitació, emet llum de color taronja de longitud d'ona 605 nm.
L'augment de fluorescència que pateix el bromur d'etidi quan es troba intercalat amb ADN és probablement causat per l'augment de la hidrofòbia de l'ambient existent entre els parells de bases, i no per la rigidificació del grup fenil, que es troba projectat fora dels parells de bases. Quan el bromur d'etidi es troba en aquest micro-ambient hidrofòbic lluny del solvent, el catió de l'etidi és forçat a perdre les molècules d'aigua que pugui tenir associades. Com que l'aigua és un quencher fluorescent molt eficient, la pèrdua de molècules d'aigua fa que augmenti l'emissió fluorescent del bromur d'etidi.

## Aplicacions

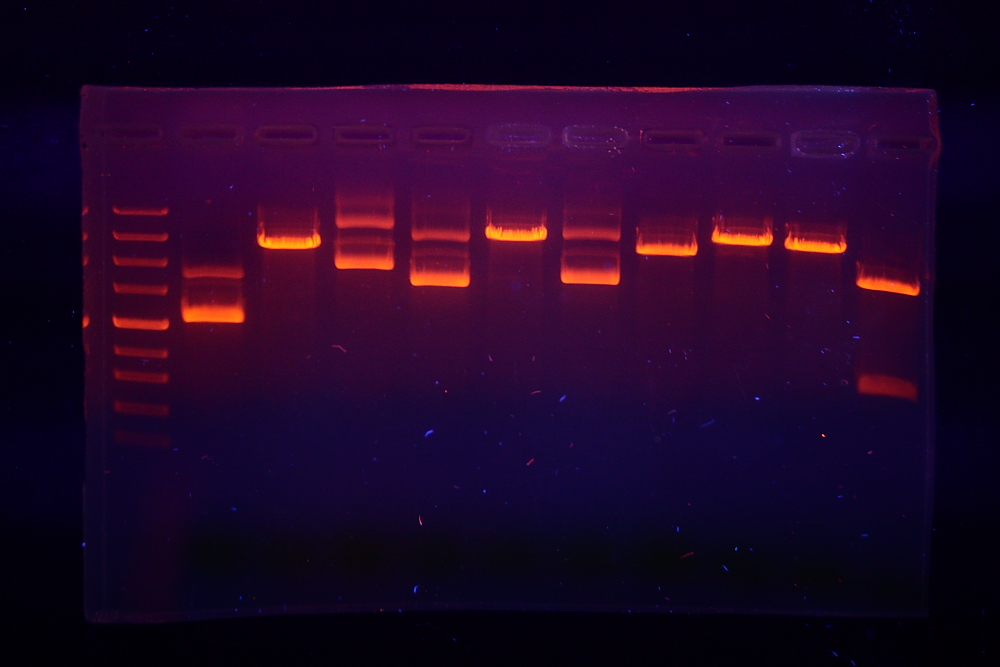
Gel d'electroforesi tenyit amb bromur d'etidi sota il·luminació ultraviolada on es poden observar bandes d'ADN. El bromur d'etidi emet llum taronja per fluorescència quan es troba intercalat a l'ADN.

El bromur d'etidi s'empra de forma comuna per a detectar àcids nucleics als laboratoris de les disciplines científiques relacionades amb la biologia molecular. En el cas de l'ADN usualment és per a detectar ADN de doble cadena producte de PCR, digestions enzimàtiques, etc. L'ARN d'una sola cadena també pot ser detectat, ja que habitualment es plega sobre ell mateix proporcionant espais d'aparellament de bases locals que permeten l'intercalació del bromur d'etidi. La detecció normalment implica un gel que conté els àdics nucleics sota la radiació ultraviolada. Per evitar l'exposició a la llum ultraviolada, l'anàlisi dels gels tenyits amb bromur d'etidi és usualment feta a través d'aparells especialitzats que inclouen un equip fotogràfic que genera una fotografia física o digital del gel. En aplicacions on és necessària la visualització directa del gel (com per exemple pel tall i extracció d'una banda de DNA d'un gel), els ulls i la pell de l'espectador s'han de protegir. Cal remarcar que l'intercalació del bromur d'etidi pot alterar algunes propietats de la molècula d'ADN, com la càrrega, el pes, la conformació i la flexibilitat. Això pot alterar la mobilitat de les molècules d'ADN durant la migració a través del gel d'agarosa i, per tant, afectar la determinació exacta dels pesos moleculars dels fragments a analitzar.
Al laboratori les propietats intercalants del bromur d'etidi s'han emprat durant molt de temps per a minimitzar la condensació cromosomal de cultius exposats a agents arrestants de la mitosi. Això permet un grau de resolució superior i, com a conseqüència, millora la determinació de l'integritat estructural dels cromosomes mitjançant anàlisi microscòpic.
El bromur d'etidi també ha estat àmpliament emprat per a reduir el nombre de còpies d'ADN mitocondrial en cèl·lules en proliferació. Aquest efecte és emprat en medicina veterinària per tractar ramats bovins amb tripanosomosi, ja que el bromur d'etidi s'uneix a l'ADN dels cinetoplàstids i canvia la seva conformació a la conformació d'ADN-Z, inhibint la replicació d'aquests paràsits.

## Perills

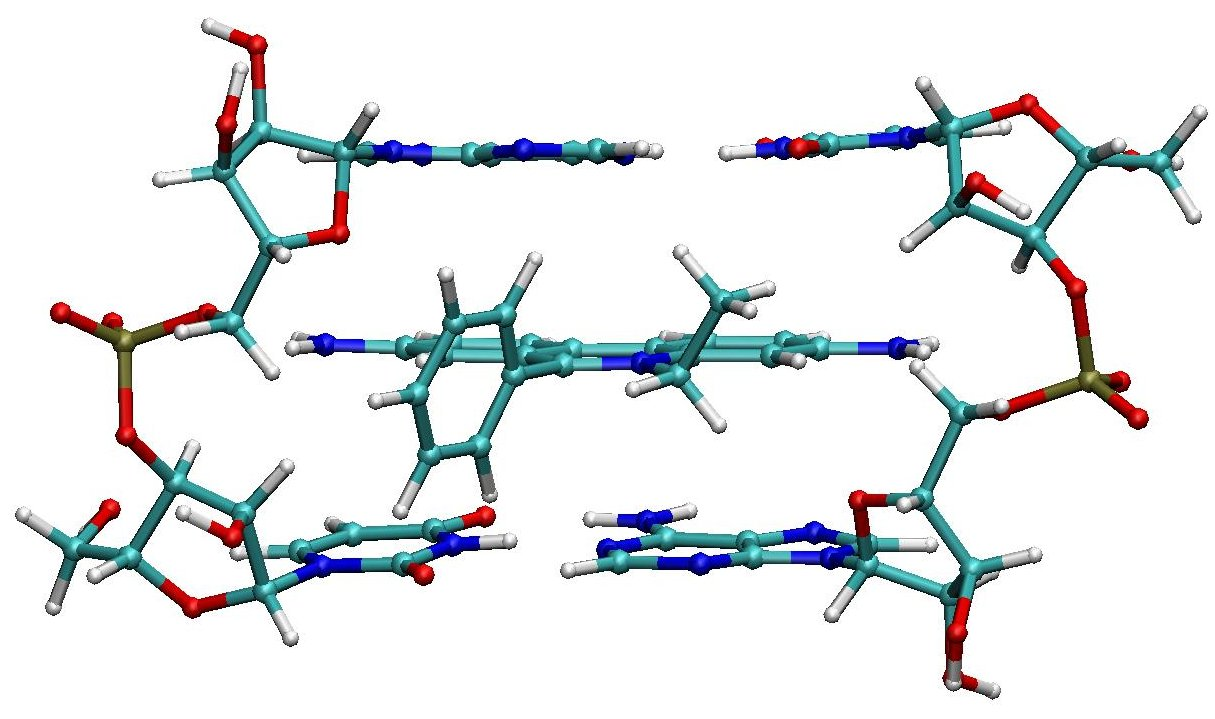
Molècula de bromur d'etidi intercalada entre dos parells de bases adenina - timina. L'intercalació pot causar mutacions.

El bromur d'etidi és una substància fortament mutagènica i és irritant als ulls, pell, mucoses i el tracte respiratori. Els efectes sanitaris de l'exposició a aquest compost no han estat encara investigats profundament. Se sospita que pot ser cancerigen i teratogènic per la seva qualitat de mutàgen, encara que no existeixen proves concloents de cap d'aquests efectes. La seva ingesta, inhalació o absorció en pell, pot tenir efectes nocius.

## Vessaments o exposició personal
Com amb qualsevol altra substància, si es vessa sobre els ulls o la pell, cal rentar la zona afectada abundantment amb aigua durant 15 minuts utilitzant una dutxa de seguretat o un renta-ulls. Si s'inhala o s'ingereix s'ha de buscar ajuda mèdica urgentment. Per vessaments, utilitzeu un absorbent per assecar el bromur d'etidi. Netejar també restes d'aquesta substància en estat sòlid amb molta precaució i intentant no crear pols. Elimineu la substància en un contenidor hermètic i tires dins d'un cub etiquetatge.